# Zhili-kliken
Zhili-kliken (直(隶)系军阀 pinyin: Zhí (Lì) Xì Jūn Fá) var en af flere rivaliserende kliker eller fraktioner, som brød ud fra Beiyang-hæren under krigsherre-tiden tidligt i Republikken Kinas historie. Det skete efter, at Yuan Shi-kai døde; han var den eneste, som kunne holde Beiyang-hæren samlet. Navnet er fra det område, hvor kliken havde sin magtbase, provinsen Zhili (senere Hebei).
Kliken blev dannet af officerer, som mente sig forfordelt af statsminister Duan Qirui med stillinger og forfremmelser. De samlede sig om præsident Feng Guo-zhang, som måtte dele magten med Duans dominante Anhui-klike i Beiyang-regeringen. Og de havde ikke de stærkeste bånd indbyrdes, og mange af dem svigtede eller forrådte klikemedlemmer.
Efter den konstitutionelle beskyttelseskrig gik de ind for en blødere linje. Efter Fengs død gik lederskabet til Cao Kun. Han gik sejrende ud af Zhili-Anhui-krigen (1920), skønt sejren skyldtes hans stedfortræder Wu Peifu, som var tidens dygtigste strateg. Relationerne til Fengtian-kliken, som ydede nominel støtte i kampen mod Anhui-kliken, forværredes. Wu sejrede i 1. Zhili-Fengtian-krig (1922). I de næste to år gik Zhili-kliken fra den ene sejr til den næste, og det hele blev kronet af, at Cao Kun ved bestikkelser blev valgt til Republikken Kinas præsident. Caos ambitioner førte hans fjender sammen mod ham og såede splid i hans egen klike.
Zhili-kliken kunne antagelig have vundet 2. Zhili-Fengtian-krig (1924) og have forenet Kina, hvis ikke der var for Feng Yuxiangs forræderi med Beijing-kuppet. Cao blev fængslet, og lederskabet gik over til Wu, som med Sun Chuan-fang fik kontrol over det centrale Kina de næste to år.
Under Kuomintangs felttog i Nordkina 1926-1928 indgik de en fortvivlet alliance med deres gamle fjender i Fengtian-kliken, men blev alligevel totalt knust.
Zhili-kliken var den eneste af krigsherre-klikkerne, som blev knust ved felttoget alene.
Kliken var yderst antijapansk. Vestmagterne var velvillige over for den, men støttede ikke. Udenlandske forretningsinteressenter, som satte pris på klikens antikommunisme og anti-fagforeningspolitik, støttede i 1923. Wu Peifu havde til at begynde med søgt kommunisternes samarbejde for at bryde Kommunikationsklikens kvælertag på jernbanerne, men gik løs på kommunisterne og slog dem ned.